# Marisol (telenovela)
Marisol es una telenovela mexicana realizada por Televisa en 1996 y producida por Juan Osorio.
Protagonizada por Erika Buenfil y Eduardo Santamarina, con las participaciones antagónicas de Claudia Islas, Enrique Álvarez Félix, Emma Laura, Sergio Basáñez, Pilar Montenegro y Renée Varsi, con la actuación estelar de Laura Flores y la participación especial de los primeros actores Irma Lozano, Aarón Hernán y Germán Robles. 
Fue el último trabajo de la actriz Paulina Lazareno (quien fallecería en un accidente automovilístico al año siguiente) y del primer actor Enrique Álvarez Félix, quien murió dos días después de filmar el último capítulo en el que participó en la telenovela.

## Sinopsis
Primera parte (Capítulo 1-89)
Marisol (Erika Buenfil) es una humilde y muy ingenua muchacha que vende flores de papel para sobrevivir en plazas de Ciudad de México. Ella oculta parte de su rostro con un enorme mechón de pelo. Sólo sus cercanos conocen la verdadera razón: ella esconde una horrible cicatriz que tiene desde que era niña, cuando tuvo un accidente al tropezarse con un espejo que se quebró sobre su cara. A pesar de la herida que la acompaña, vive feliz al lado de su madre Sofía (Irma Lozano) en una humilde vecindad. Sofía se encuentra gravemente enferma, víctima de un tumor pulmonar que la tiene postrada en su cama, mientras que su hija ahorra cada centavo que gana para comprar las medicinas que necesita. Sofía sabe que pronto morirá, así que le confiesa a Marisol que ellas en realidad pertenecen a una acaudalada familia y que debe ir a reclamar lo que le corresponde. Marisol piensa que lo que dice su madre es producto de su enfermedad y prefiere no creerle. Marisol tiene de vecinos a la familia Suárez, comandada por Rosita (Socorro Bonilla), una esforzada y abnegada lavandera, madre de Paco (Alejandro Ibarra) -que sueña con ser torero- y Mario (Sergio Basáñez), que mantiene un noviazgo con Marisol, mostrándose noble ante ella, cuando en realidad, es un vago y un sinvergüenza que se aprovecha de su extrema bondad para salirse con la suya. Él en verdad está de novio con una cantante de bar llamada Sulema (Pilar Montenegro), que es igual de ambiciosa y cruel que él. La vida cambia para Marisol cuando su madre muere -sin lograr revelarle el nombre de su abuelo- y para colmo de desgracias, descubre la traición de Mario. Dolida y angustiada, el día en que su mamá fallece, llega a su vida José Andrés (Eduardo Santamarina), un guapo joven de buena clase social que trabaja de pintor. José Andrés, al conocer a Marisol, se apiada de su situación, ofreciéndose a pagar el funeral y entierro de su madre, sin recibir nada a cambio. Marisol se lo agradece, pensando que no lo volverá a ver. Ese mismo día, ella conoce a Mimí Candela (Romina Castro), ex mesera en el cantaval donde se presenta Sulema, muy divertida y simpática, que se convierte en su mejor amiga. Días después, Mario le pide matrimonio a Marisol, por un interés muy desconocido. Ella acepta, pero se arrepiente el mismo día de la boda. Mario lleno de ira, se venga de Marisol cortándole el mechón de pelo con el que cubría su cicatriz. Marisol se encuentra completamente sola: no tiene a su madre, ni tampoco a Mimí -que decidió marcharse-, sobre todo cuando Mario la sigue rondando con la intención de no dejarla vivir en paz. José Andrés para ayudarla, la lleva a vivir a la casa de su abuelo: Alonso Garcés del Valle (Aarón Hernán). Don Alonso es un viejo aristócrata que vive con el remordimiento de haber echado a su hija de la casa, por desobedecer sus órdenes y casarse con un actor fracasado. Ha querido todos estos años encontrarla y pedirle perdón. Al poco tiempo de conocerse, entre don Alonso y Marisol nace una simpatía y un cariño especial, que no es más que el llamado de la sangre, pues ella resulta ser la hija de Sofía y su legítima nieta perdida. Antes de morir, Sofía le entregó a Marisol un anillo muy especial perteneciente a su madre, el cual resulta idéntico al que posee don Alonso. Estos objetos bastan para que el anciano se dé cuenta que ella es su nieta. Aún dolido al saber de la muerte de su hija, el longevo hombre siente que la vida le da una segunda oportunidad de corregir sus errores, al poder tener a Marisol a su lado. Él y José Andrés deciden no contarle la verdad a la joven, hasta que llegue el momento indicado. El solo hecho de instalarse en la mansión Garcés del Valle, provoca que Marisol nuevamente sin proponérselo, se gane el odio de terceros. Esta vez de la madre de José Andrés, Amparo (Claudia Islas) que se la pasa humillándola. A diferencia de la vendedora de flores, ella es una mujer ambiciosa y malvada, que sólo le interesa el dinero y mantener una buena posición socioeconómica. Reniega de su origen humilde, porque en su juventud era secretaria. Se casó con Leonardo (Enrique Álvarez Félix) -el hijo mayor de don Alonso- haciéndole creer que estaba embarazada de él. Lo que nadie sabe es que el verdadero padre de José Andrés es el licenciado Mariano Ruiz (David Ostrosky), un gran amigo de Leonardo y de la familia, que hasta el día de hoy sigue siendo su amante. Leonardo siempre ha sabido que Amparo no lo ama y que su matrimonio es tan solo una gran mentira, por lo que ha querido encontrar la pasión en mujeres más jóvenes, sin éxito alguno. Al enterarse ambos que Marisol es una Garcés del Valle, deciden hacer todo lo posible para evitar que herede la mitad de la herencia. Mario y Sulema, ya enterados del verdadero origen de Marisol, deciden sacar provecho de la situación, convirtiéndose el Suárez en otro amante de Amparo, mientras que Sulema extorsiona a Leonardo con fotos comprometedoras de él con otras mujeres.
José Andrés empieza a confundir sus verdaderos sentimientos. Por un lado, está en la obligación que le imponen sus padres de que se case con Rossana Valverde (Emma Laura), una joven rica, pero frívola y caprichosa, que sólo quiere casarse con él para evitar que su familia caiga en la ruina. Y por el otro lado, ha empezado a sentir amor y cariño hacia Marisol. Pero no puede estar con ella, porque cree que es su prima. Rossana y Amparo se dedican a fastidiar a Marisol dentro de la casa, pero la joven no está sola, ya que cuenta con el apoyo de José Andrés, de don Alonso, de su fiel mayordomo Basilio (Germán Robles), y de Mimí, que regresa llegando a trabajar como sirvienta en la mansión. Donde los Garcés del Valle llegan Carmen (Verónica Langer) y Alejandra (Paulina Lazareno), hermana y sobrina de Amparo respectivamente. Las dos son totalmente opuestas a la personalidad de la esposa de Leonardo, llegando a incluso a llevarse bien con Marisol, ignorando la verdad que le ocultan. Carmen es una mujer emprendedora que acaba de quedar viuda. Al llegar a México, conoce a Mariano y empieza a sentirse atraída por él, desconociendo también que él es amante de su hermana. Paralelamente, Carmen llega a ser pretendida por don Alonso, que le pide su mano en matrimonio. Ambas situaciones ponen celosa a Amparo, ya que no quiere perder a su amante ocasional, ni tampoco quiere permitir que nadie más se adueñe de la fortuna de su suegro. Marisol recibe una inesperada sorpresa, cuando reaparece su padre: Alfredo Ledesma (Alberto Inzúa), al que creía muerto, pero en realidad abandonó a su madre y a ella cuando era una bebé. Alfredo consigue un trabajo de asistente del jardinero, para así aprovecharse de don Alonso y sacarle dinero. Pero poco a poco, va descubriendo el peligro que corre su hija en esa casa y nace en su interior el deseo de protegerla. José Andrés decide romper su compromiso con Rosanna y le pide a Marisol que se case con él. La joven acepta felizmente su propuesta y también reconoce sus sentimientos hacia él. Con semejante noticia, en la mansión se respira un grato ambiente con esta feliz unión, pero es allí donde Amparo decide poner su plan en acción. Luego de enterarse de que Marisol descubrió que José Andrés es hijo de Mariano, Amparo le ordena a Mario que la rapte y la asesine, ofreciéndole a él y a Sulema una gran cantidad de dinero, si cumplen su encargo. Mario engaña a Marisol y la secuestra. Escondidos en una cabaña desolada, a kilómetros de la capital, es él quien le revela toda la verdad a Marisol acerca de su origen:  que es una Garcés del Valle y que Amparo está detrás de su desaparición. Cuando intenta abusar de ella, Marisol logra escapar. Perdida en el bosque, aún intentando huir del malvado Mario, Marisol sufre un terrible accidente cuando él la encuentra y cae por un precipicio. Mario se convence de que murió y la abandona. Al día siguiente, Marisol que en realidad está viva, ocupa todas las fuerzas que le quedan para pedir ayuda. Camina débilmente hacia el exterior y se desmaya. Horas más tarde, unos doctores -padre e hijo- que pasaban por allí en su camioneta, la encuentran y la auxilian llevándola a su clínica. Uno de los doctores se llama Rubén (Alberto Mayagoitía) y es buen cirujano plástico, que por cosas de la vida resulta ser amigo de José Andrés. Marisol se encuentra con todo el rostro herido producto del accidente que sufrió y vuelve a sentirse entristecida. Rubén y su padre -el doctor Álvaro (Guillermo Murray)- la hospedan en su casa durante su recuperación, prometiéndole reconstruirle parte de su rostro dañado. Marisol decide no revelarle a nadie su verdadero nombre y se hace llamar Verónica. Marisol/Verónica es muy bien recibida por la familia Linares, en especial por los hijos del doctor Álvaro Linares: Camila (Ivette) y Daniel (José María Torre). E igualmente es recibida con mucha hostilidad por Rebeca (Ana María Aguirre), novia de Álvaro, que no ve con buenos ojos la llegada de una extraña a la que considera “su” casa. Mismo sentimiento lo comparte Malú (Alejandra Procuna), novia de Rubén, quien cree que Verónica podría apartarlo de su lado. Mientras tanto, en la capital, Sulema le inventa a José Andrés que Marisol huyó con Mario y que ella fue quien le confesó la verdad de su origen. Él recibe una nota de Amparo haciéndose pasar por Marisol, donde le inventa que nunca lo amó. José Andrés cree lo que dice la carta y profundamente despechado, termina casándose con Rossana, descubriendo el mismo día de su matrimonio, que ella le es infiel. Mientras que don Alonso presiente que algo malo le pasó a su nieta y decide contratar detectives para que la encuentren. Pero estos hombres no arrojan ninguna pista sobre el paradero de Marisol. Don Alonso fallece finalmente, producto de su vejez, pero dejando estipulado en su testamento que el día en que Marisol aparezca, su herencia podrá ser repartida entre toda su familia. Todos menos Amparo, quedan afectados con su muerte.
Pasan dos años desde los terribles acontecimientos. José Andrés ha empezado a triunfar como pintor, mientras que Amparo sigue en su relación con Mario.  Leonardo ha comenzado a cambiar su actitud frente a los demás y aún no se lee el testamento de don Alonso. Sulema y Mario se dan cuenta de que fueron estafados por los Garcés del Valle y juran vengarse de ellos. Mientras que en el pueblo de San Miguel de Allende, en el estado de Guanajuato, Marisol después de estudiar fotografía, descubre que tiene un gran talento en dicha área artística, llegando a ser reconocida por los demás. Rebeca y Malú aun no han logrado sacarla de sus vidas ni de la casa Linares. Ha pasado mucho tiempo desde que ella llegó y rápidamente se ganó el cariño de toda la familia, en especial el de Rubén. Pasan algunos meses y Marisol, después de ser operada por última vez, al mirarse en un espejo, no puede creer que haya recuperado la belleza que había perdido hace tantos años. Y la cicatriz que tanto le atormentaba desapareció para siempre. Los doctores se alegran del éxito y de la felicidad de la joven. Marisol ha comenzado a vestirse bien y se ha vuelto una persona muy refinada y culta. Su talento en la fotografía la lleva de regreso a México, donde se vuelve a reencontrar con su gran amor José Andrés. Por muy absurdo que se lea, se presenta ante él con el nombre de Verónica Soriano y José Andrés no logra darse cuenta de que ella es en realidad Marisol, aún comenzando a sentirse interesado por esa misteriosa mujer. Marisol busca ajusticiar a quienes intentaron matarla y alejarla de su legítimo patrimonio, por lo que elabora un plan para gradualmente recuperar todo de lo que fue despojada, incluso el amor de José Andrés. Recibiendo el apoyo de Rubén y el doctor Álvaro, ella vuelve a la casa de los Garcés del Valle, convirtiéndose en una amiga muy cercana de ellos. Todos ignoran que Verónica es en realidad la “desfigurada” de Marisol, a pesar de que sea casi idéntica, salvo la cara descubierta, ropa nueva y un peinado distinto. Marisol también se encuentra con novedades buenas, como por ejemplo, que su amiga Mimí y su vecino Paco se casaron y están esperando un hijo. Pero vuelve a reencontrarse con Mario, al que odia tanto por haber intentado acabar con su vida. Marisol, a pesar de querer vengarse, no ha podido olvidar lo que siente por José Andrés. Él termina enamorándose de Verónica, debido a que le recuerda mucho a Marisol, ignorando que son la misma persona. Pasa el tiempo y Amparo descubre que Rossana está en bancarrota, y que se ha vuelto la nueva amante de Mario, por lo que pretende casar a Verónica con José Andrés. Rubén le confiesa a Marisol su amor por ella, pero no es correspondido. Marisol comienza a descubrir uno por uno los secretos de Amparo. Como que tiene interno a su padre en una clínica psiquiátrica para enfermos mentales. Al parecer, Ledesma se enteró de que Amparo mandó a matar a su hija y ella lo acusó de demente. Ledesma le quiere confesar lo que sabe a Basilio, pero Amparo lo asesina asfixiándolo con una almohada, llegando Marisol muy tarde para evitarlo. Basilio es despedido y se va a vivir a la vecindad donde vivía antes Marisol. Tiempo después, Amparo descubre que Verónica es en realidad Marisol e intenta volver a matarla de varios modos, aunque sin conseguir nada. En una de esas ocasiones, mata a Basilio por accidente, al verse descubierta por él. La noche en que Amparo monta una farsa para dar por muerta a Marisol, ella se descubre ante sus invitados y ante los Garcés del Valle, dejando claro que recuperará su fortuna a como dé lugar. Días más tarde, Leonardo le pide perdón a Marisol, y muere a causa de un ataque al corazón, provocado por Amparo y Mariano al enterarse de que José Andrés no es su hijo. Marisol logra recuperar su patrimonio, y ella y José Andrés, después de tanto tiempo, vuelven a estar juntos y planean casarse.
Cuando Marisol y José Andrés creen que por fin van a poder ser felices, ocurren nuevos acontecimientos que cambian el destino de su historia y para siempre. Rossana, ya divorciada y convertida en la amante de Mario, es asesinada por Sulema en un ataque de rabia. Mario y Sulema sedientos de venganza contra Marisol, por haberles arruinado su negocio de hacerse ricos, deciden culpar a José Andrés de la muerte de Rossana. Provocan un accidente automovilístico, donde queda el cuerpo de Rossana totalmente calcinado y le hacen creer a todos que el autor fue José Andrés. Durante la boda religiosa de Marisol y José Andrés, llegan los policías acusándolo del asesinato. Marisol hace lo posible para demostrar la inocencia de su amado, pero las pruebas que incriminan a José Andrés resultan contundentes y es condenado a varios años tras las rejas. Marisol está embarazada de él y aún estando José Andrés en prisión, ambos consiguen casarse por el civil en una ceremonia privada, de la que Amparo ignora por mucho tiempo. Meses después, Marisol, ya con un avanzado embarazo, pasea por unas tiendas de ropa, sin sospechar que Mario y Sulema la han estado siguiendo para dar un gran golpe en su contra. Marisol empieza a sufrir contracciones y se encuentra a punto de tener a su hijo en un taxi, pero logra llegar al hospital y su bebé nace sano y fuerte. Es allí, donde Mario y Sulema se roban al recién nacido. Marisol queda profundamente devastada con este suceso. Su vida parece acabada: el hombre que ella ama está en la cárcel y su hijo ha desaparecido. Además el hijo que tuvieron Paco y Mimí, muere en un incendio que se provoca en la vecindad, quedando Mimí destrozada, sobre todo cuando Paco decide irse del país, poniendo fin a su dulce relación. Pasan semanas, hasta que una noche Marisol caminando por las calles, sola y desconsolada, encuentra a una recién nacida abandonada en un parque, dentro de una caja de cartón y llorando. La heredera la recoge y al desconocer sus verdaderos padres, en vez de ir donde la policía, decide criarla como su propia hija poniéndole de nombre Vanessa. Los años transcurren y Marisol sin José Andrés a su lado decide hacerse cargo de las empresas de la familia. Para mantener a Vanessa lejos de la influencia nefasta de Amparo -que aún sabiendo que es una asesina no ha podido enviarla a la cárcel-, financia múltiples viajes al extranjero de su suegra. La niña ha demostrado tener una conducta caprichosa y egoísta. Aunque Marisol sepa que consentirla en todo está mal, siente que es su deber y que aprovecha de llenar el vacío ante su hijo perdido. Marisol se topa unas cuantas ocasiones con su hijo vendiendo dulces y flores en las calles, pero el destino se encarga de seguir manteniéndolos alejados.  
Segunda parte (Capítulos 90-145)
Suceden 18 años en total, desde que la vida de Marisol cambió por primera vez. Algunos personajes se fueron, murieron, y otros nuevos se incorporan a esta etapa encabezada por la ex vendedora de flores de papel, convertida en una empresaria exitosa y millonaria, que aún no pierde las esperanzas de encontrar a su hijo, ignorando quiénes pudieron haber sido sus captores y que este niño -ahora adulto joven- se encuentra en la misma ciudad que ella. La mansión Garcés Del Valle ahora es habitada por Marisol, Mimí, la cocinera Dolores (Julia Marichal), una sirvienta llamada Altagracia (María Marmolejo/Mariana Rivera), esporádicamente por Amparo y Vanessa (Renée Varsi). Esta bella estudiante de leyes con el tiempo ha empeorado su carácter caprichoso, déspota y rebelde, rozando la perversidad. Su en extremo bondadosa e ingenua madre no ha podido darse cuenta de cómo es en realidad Vanessa, al estar cegada por el cariño que le tiene y estando tan ocupada con su trabajo y sus propios problemas. José Andrés continúa preso y por extrañas razones, Marisol le inventó a Vanessa que su padre no era él, sino que otro hombre que murió cuando ella nació. Como es costumbre, el destino tiene guardado cientos de sorpresas para esta Marisol madura en aspecto, pero con el corazón noble de siempre. Amparo de regreso en México se reencuentra con una conocida de viajes: Sandra Luján (Laura Flores), con quien coincidió de vacaciones en Italia y que resulta ser jueza. La madre de José Andrés intercede por su hijo, para que Sandra logre sacarlo de la cárcel. La licenciada Luján en poco tiempo consigue lo que nadie y ni siquiera Marisol pudo en casi veinte años: dejar libre a José Andrés. Ahora él y Marisol vuelven a estar juntos para reanudar su amor interrumpido y buscar a su hijo perdido. Pero como buen melodrama clásico, una avalancha de dificultades vuelven a comenzar y van dirigidas hacia ellos. Después de conocerlo y enterarse de que es solo su padrastro, Vanessa se enamora locamente de José Andrés. Amparo enterada de que su hijo sí se casó con su odiada Marisol, se da cuenta de que su falsa nieta está obsesionada con él. Carente de escrúpulos, Amparo maquina un nuevo plan como los de antes, para separar a Marisol y a José Andrés, usando a Vanessa. La insta a conquistarlo y al mismo tiempo la obliga a hacerlo mediante el chantaje, ya que Vanessa y Leonel (Óscar Márquez) -amigo suyo que siempre la ha amado- atropellaron a un vendedor callejero y se dieron a la fuga. Vanessa decide seguir sus impulsos y estafar a la mujer que le dio cariño, un apellido, techo y buena crianza, tratando de robarle al hombre que ama. Lo que ella no sabe es que de todas formas Amparo la está saboteando, ya que paralelamente convence a Sandra a que la ayude a destruir el matrimonio de su hijo, seduciendo a José Andrés. La licenciada Luján solo se siente atraída por el hijo de su amiga, pero es convencida rápidamente por Amparo a que obedezca sus planes. Todos desconocen que Sandra es la verdadera madre de Vanessa, que la abandonó hace dieciocho años de noche en un parque y dentro de una caja de cartón. Una verdadera guerra se desata entre madre e hija que se tornan enemigas por un hombre, ignorando el lazo que las une.  
El joven a quien Vanessa atropelló es un vendedor de flores llamado José María (Christian Ruiz), pero todos sus amigos lo conocen como Chema. Aún con lo que pasó, Chema se ha enamorado de ella y una vez recuperado, busca a Vanessa que solo lo rechaza al considerarlo poca cosa para alguien de su clase social. Otro gran secreto es que este joven es el hijo que tanto ha buscado Marisol y que vive en una humilde vecindad, como en la que vivió ella, donde se ha criado con el afecto de sus vecinos, mientras soporta el maltrato y desprecio de Mario y Sulema, a quienes cree sus padres. Marisol y José Andrés conocen a Chema y surge entre los tres una gran simpatía y cariño. Ellos deciden apoyarlo en los problemas que tenga, ignorando que están frente a su hijo. Días después, Vanessa y Amparo ponen su plan en acción: una vez está terminada una pintura que Amparo encargó a un conocido de la universitaria, la villana inventa una excusa para sacar a Marisol de la casa y dejar solo a su hijo con la joven adoptada. Vanessa droga a José Andrés, para dejarlo semidesnudo en su dormitorio y después romper el cuadro en el que estaba trabajando, reemplazándolo por el de su amigo Óscar (Chao), en donde sale ella retratada completamente desnuda. Al volver Marisol con Amparo a la mansión, encuentran a Vanessa envuelta en un falso llanto. Su hija le hace creer a Marisol que José Andrés abusó de ella, luego de pintarla desnuda. Marisol cae la trampa y echa a José Andrés de la casa, profundamente dolida. Vanessa aprovecha esta instancia para traicionar a Amparo y consigue que también sea expulsada por su madre. Ahora la muchacha cree tener el camino libre para enamorar a José Andrés a toda costa, planeando cualquier clase de artimaña para que se fije en ella y se olvide de Marisol. Después de lo ocurrido, Amparo desea vengarse de Vanessa y con la colaboración de Sandra. En paralelo a esta nueva calamidad para la protagonista, Mario y Sulema también están metidos en un plan en su contra. Ambos contactan a un chico de su vecindad de nombre Daniel (Jair de Rubin), conocido como "El chupacabras", para que los ayude haciéndose pasar por el hijo de Marisol y José Andrés. Daniel acepta y se presenta ante la señora Garcés Del Valle con esta mentira. Como es de esperarse, Marisol le cree y vuelve a ser engañada. Fingiendo ser alguien que no es, Daniel logra estar cerca de una vida de comodidad y lujos que jamás pudo haber tenido antes. Mario lo obliga a robarle joyas a Marisol, para así tener mucho dinero empeñándolas. Mientras tanto, Vanessa al ver que José Andrés la rechaza, decide someterlo a la fuerza: se acuesta con Leonel con la intención de quedar embarazada, consiguiendo su objetivo. Es aquí en que ella inventa que está esperando un hijo de José Andrés, para que Marisol lo obligue a casarse con ella. Ella cree una vez más lo que dice su hija y le pide el divorcio a José Andrés. Amparo al enterarse del plan de Vanessa, contrata a un sicario para que corte los frenos de su coche y así ella muera. La madre de José Andrés por poco consigue su objetivo provocando un accidente automovilístico en el que Vanessa casi pierde a su hijo, pero sobrevive. Haciendo investigaciones, José Andrés concluye que Vanessa es hija de Sandra. El pasado de su amiga con beneficios calza con la historia de cómo la chica llegó a los brazos de Marisol. Sandra asegura no haber tenido opción, luego de ser rechazada por su padre y ni siquiera contar con el apoyo del hombre que la embarazó, quien resulta ser Diego Montalvo (Raymundo Capetillo), amigo y administrador de las empresas de Marisol. Diego la conoce desde hace muchos años y ha esperado el momento para conquistarla y casarse con ella. Cuando Sandra se entera de que Vanessa es la hija que abandonó, decide renunciar a José Andrés. Pero se convence a sí misma de que la manera de enmendar sus errores, es ayudar a Vanessa a que José Andrés se case con ella. Daniel conmovido del sufrimiento que pasa Marisol, le confiesa quién es realmente, volviendo a vivir a la vecindad de donde salió. Además, Sulema va a dar a la cárcel, después de robar en una joyería. Este hecho deja a su cómplice y gran amor Mario, libre para hacer lo que se le antoje. Marisol y José Andrés descubren que Chema es en realidad su hijo. Pero Amparo aún sabiéndose la abuela del muchacho, lo empuja por las escaleras de un hospital -luego de que visitara a Vanessa tras su accidente- y con la intención de matarlo. No lo consigue, pero Chema ha quedado paralítico y quizás para siempre. Los médicos le recomiendan a Marisol que envíe a su hijo a Houston, Estados Unidos, donde existen las mejores clínicas para que Chema pueda tratarse y volver a caminar. Marisol está dispuesta a hacerlo con tal de poder salvarle la vida a su hijo y estar cerca de él. José Andrés insiste en acompañarlos en su viaje, pero ella se lo impide, para no lastimar a Vanessa. Marisol se prepara para viajar, cuando por enésima vez otra nueva tragedia azota su vida: Diego Montalvo es encontrado muerto en su departamento y la última persona en ser vista con él fue ella. La policía declara a Marisol como la principal sospechosa de su asesinato, prohibiéndole estrictamente salir de México. Amparo es la verdadera asesina, pero aprovecha el arraigo de Marisol para ser ella quien acompañe a Chema a Houston. Mientras se llevan a cabo las investigaciones sobre la muerte de Diego, Vanessa se entera de que Marisol no es su madre biológica y en vez de comprenderla y agradecerle haberla adoptado, le declara su odio y promete hacerla pagar por haberle mentido toda su vida. También aparece doña Andrea (Maricarmen Vela) -la madre de Diego- que descubre la existencia de Vanessa y se acerca a la malévola muchacha confesándole que Diego era su padre y ella su abuela. La máscara de Vanessa cae ante Marisol, cuando Leonel le confiesa que él es el verdadero padre del hijo que espera y no José Andrés, y todo lo que ella hizo para separarlos. Marisol no puede creer el inmenso daño que le hizo su hija adoptiva. Vanessa se marcha de la casa junto a doña Andrea, no sin antes jurarle a Marisol que la destruirá por haber matado a su verdadero padre. Para defenderla en tribunales, Marisol contrata los servicios del abogado Raúl Montemar (Guillermo García Cantú), que rápidamente se interesa sentimentalmente por ella. Amparo, no tal como un ser lleno de perversidad y un odio inexplicable, llama desde Houston a Marisol y le inventa que su hijo murió durante una operación, lo que la deja devastada. Pero la verdad es que Chema está vivo y Amparo lo tiene escondido en Houston, sólo para hacer sufrir a su nuera. En el juicio contra Marisol -precedido por Sandra Luján-, muchas personas testifican en contra de ella e incluso Vanessa afirma que Marisol es una asesina. Pero al no poseer pruebas concluyentes, Marisol es declarada inocente.
En ese mismo período, sucede otro gran acontecimiento: Diego, antes de morir, le robó a Marisol y traspasó todos sus bienes a su nombre. Por lo tanto, con él muerto, su heredera legítima es Vanessa. Ella ahora dueña de todo lo que antes fue de Marisol, vuelve a vivir a la mansión Garcés del Valle y echa a su madre adoptiva sin ninguna contemplación. Marisol se muda con José Andrés donde Sandra, pero Luján manipulada por Amparo una vez más y aún creyendo que la felicidad de su hija está con José Andrés, vuelve a separarlo de Marisol, que los ve besándose, cuando Sandra lo había emborrachado. Al final Marisol se va al departamento de Raúl, donde no es muy bien recibida por Mariana (Yadira Santana) -su ama de llaves que siempre ha estado enamorada de él- ni por Sabrina (Teresa Tuccio), su hermana menor discapacitada, aunque logra ganarse el cariño de esta última. Marisol sigue recibiendo el apoyo de sus amigas Mimí y Dolores y de Raúl, que le confiesa estar enamorado de ella, llegando hasta pedirle matrimonio. Pareciera que Marisol está de nuevo en el lugar donde comenzó: sin dinero, sin empresas y sin José Andrés. Por otro lado, Sandra arrepintiéndose de sus malas acciones, descubre que el hijo de Marisol y José Andrés está vivo y que Amparo lo tiene internado en EE. UU. La licenciada le cuenta lo que descubrió a José Andrés y juntos van a su rescate. José Andrés recupera a su hijo, pero celoso de la nueva relación amorosa de Marisol, decide ocultarle que Chema vive. Mientras tanto, Mario planea otro golpe para ser rico: conoce a Vanessa y se propone enamorarla para casarse con ella y poseer así su anhelada fortuna, valiéndose de cualquier bajeza para seducirla. Para ganarse su confianza, le revela que su verdadera madre es Sandra, lo que fomenta el odio que siente la joven hacia ella y el dolor que le produce a Sandra ser rechazada por su hija. Al sentirse sola y muy triste, Vanessa acepta casarse con Mario. Amparo intenta matar a Sandra, por haberla traicionado con lo de su nieto. Pero comienza a sentirse mal físicamente. Empieza a ver alucinaciones y los médicos le informan que tiene un tumor maligno en su cabeza, y que morirá muy pronto. Amparo no soporta más el dolor y delira con los hombres a los que mató: Alfredo, Basilio y Diego. En medio de sus crisis, Amparo le confiesa a José Andrés que ella fue la responsable de que Chema quedara en silla de ruedas, todos sus crímenes y le pide perdón por todo el daño que le causó. La pérfida asesina es internada en una clínica psiquiátrica, para tratar sus últimos días. Pasa el tiempo y Marisol empieza a compartir mucho tiempo con Raúl, cuestionándose si podrá enamorarse de él. Pero Mariana, que no puede controlar el odio que siente por Marisol, se suma a la larga lista de personas que quieren hacerle la vida imposible. Le pone trampas mortales en el departamento y la enemista con Sabrina al decirle que ella es la verdadera culpable de la muerte de Diego Montalvo. Semanas más tarde, Amparo completamente fuera de sí, tiene una última alucinación con Diego, y muere al caer por accidente del piso más alto del hospital psiquiátrico en donde se encontraba internada. José Andrés lamenta la muerte de su madre, mientras que Marisol acepta la propuesta de matrimonio de Raúl y ponen fecha para su boda. Mario logra casarse con Vanessa, a pesar de las súplicas de Sandra, Marisol y de doña Andrea. Lo único que él y Vanessa tienen en común es en hacer infeliz a la ex vendedora de flores. José Andrés decide no darle el divorcio a Marisol, para evitar su matrimonio con Raúl. También le confiesa a Chema que ellos son sus padres, lo que pone muy contento al joven, pero también le cuenta que su madre ahora se va a casar con otro hombre, produciendo el rechazo de Chema hacia Marisol. Raúl al darse cuenta de que Marisol no lo ama, rompe su compromiso con ella. Marisol se muda a su antigua vecindad y decide -figurativamente hablando- empezar desde cero. Pese a que estudió fotografía y que estuvo por años a la cabeza de una importante empresa, prefiere buscar trabajo como enfermera en una reconocida clínica, en la cual queda aceptada junto a Mimí. Una vez más, Mariana estará buscando perjudicar a Marisol y en esta oportunidad ayudada por su tía Wilma (Laura Forastieri) -enfermera de la clínica-, la difaman y acusan de varias cosas, como por ejemplo, robar medicamentos. Después de todo lo acontecido con Chema y su madre, José Andrés emprende un viaje a Nueva York, dejando a su hijo bajo los cuidados de Sandra. Pero el avión sufre un accidente, donde cae al mar. La noticia se expande por todos lados y Marisol se preocupa de si José Andrés sobrevivió o no. Lamentablemente, él no se encuentra en la lista de sobrevivientes. Esta noticia deja a Marisol devastada, porque se siente culpable de lo que pasó. Mientras su embarazo progresa, Vanessa empieza a darse cuenta de que fue una mala idea casarse con Mario, ya que él solo quiere su dinero y la agrede. Sandra para alejar a Mario de su hija, intenta seducirlo, pero no logra nada. Incluso doña Andrea le ofrece una gran cantidad de dinero por dejar a su nieta. Pero tampoco consigue nada. Mario empieza a pedirle dinero prestado a Vanessa, para pagar deudas de juegos que tiene. Ella le propone muchas veces que se divorcien o lo entregará a la policía por haberse robado al hijo de Marisol y por sus otros delitos. A él le despreocupa lo que dice y amenaza con matarla si es que lo denuncia. Marisol, aún trabajando como enfermera, es asignada por sus superiores de cuidar de un enfermo que acaba de ser trasladado a la clínica. Al verlo, no puede creer que sea José Andrés. Marisol no ha podido dejar de amar al hombre que ha sido el gran amor de su vida, y él -aunque haya perdido la memoria- empieza a enamorarse de ella de nuevo. Marisol cuida a José Andrés durante toda su recuperación. Pero Vanessa aprovecha esa situación para tratar de seducirlo otra vez, inventándole que el hijo que espera es suyo y que ella es su esposa. La hija adoptiva de Marisol llega hasta disfrazarse como ella para conseguir estar con José Andrés, pero fracasa en todos sus patéticos intentos. Mientras José Andrés se recupera, Marisol descubre que su hijo está vivo y que Sandra y José Andrés lo sabían todo, antes de que él volara. La ahora enfermera sufre ante el injustificado rechazo de Chema, después de todas las infamias que le dijo José Andrés acerca de ella y Raúl. Sandra demuestra por fin una verdadera buena acción, cuando es ella misma quien reconcilia a Marisol con su hijo. José Andrés recupera la memoria y vuelve a estar con Marisol y con Chema. Viviendo en la vecindad, Marisol conoce a una niña por la cual se encariña y a la que todos llaman Piojito (Sherlyn), que vive con una pordiosera malhumorada y explotadora llamada doña Chancla (María Prado). Mimí, por su cuenta, se reencuentra con Paco, luego de casi 20 años de ausencia. Él le pide perdón por dejarla y le ofrece irse a vivir con él a EE. UU., ya que se ha convertido en un empresario exitoso. Mimí duda de lo que siente hacia él, ya que tras su abandono no ha tenido otro hombre, pero se ha vuelto a interesar en uno llamado Larry (Antonio Escobar). Mario después de discutir con Vanessa, la empuja con rabia, quedando esta inconsciente y a punto de parir. Es llevada a la clínica de Marisol, donde da a luz a una niña. Vanessa rechaza a la criatura, pues la considera un fracaso en sus planes de obtener a José Andrés, asegurando que no está dispuesta a hacerse cargo de la bebé. Días después, su maldad llega a un límite cuando abandona a su hija de la misma forma que ella fue abandonada para después irse a bailar. Mario comienza a pagar por todas sus maldades, después que de una noche de juerga, unos exámenes arrojen que ha contraído el VIH. Suárez le pide perdón a toda la gente a la que le hizo daño, desde su madre hasta Marisol. Paco conmovido ante el estado de su hermano, le paga un tratamiento en el extranjero, causando que Mario se marche muy lejos. Vanessa es obligada a devolverle todo el dinero a Marisol y a revelar dónde está su hija, pero ella se niega a hacerlo. Luego de ser perseguida por Leonel en carretera y al verse acorralada por los que la rodean, Vanessa se lanza a un barranco. Pasa horas críticas en cuidados intensivos, teniendo profundamente angustiadas a las mujeres que más la han amado. Pero para el lamento de ellas, Vanessa fallece. Sandra y Marisol sufren mucho cuando se enteran de que su hija murió, pero logran salir adelante. Piojito es quien encuentra a la hija de Vanessa y la rescata de doña Chancla, la cual fallece de un infarto mientras la perseguía. La bebé es reconocida por Marisol y devuelta a Leonel y doña Andrea. 
Luego de todo lo vivido, Marisol y José Andrés vuelven a estar juntos, después de tantas intrigas y terceros que existieron para separarlos. Mimí perdona a Paco y queda embarazada de trillizos. Leonel recibe una beca para estudiar en el extranjero, por eso le pide a Sandra que cuide de su hija por el largo tiempo que estará fuera del país. Sandra acepta orgullosa tener a su lado a su nieta, ya que hay mucho amor en ella que no pudo entregarle a Vanessa y ahora podrá hacerlo, sobre todo después de conocer a un hombre honesto que la ama, que no es nadie menos que Raúl Montemar. Mariana se queda sola, sin haber logrado hundir a Marisol, ni enamorar a Raúl. Daniel se vuelve un joven de bien y forma una banda musical, comenzando un noviazgo con la sumisa Sabrina. José María se recupera lentamente de su parálisis y vuelve a caminar. También se enamora, pero esta vez de su mejor amiga de la vecindad, la trapecista Yolanda “Yoli” (Anastasia), que siempre estuvo enamorada de él. Doña Andrea le pide perdón a Marisol por haber sido injusta con ella y dejarse influenciar por Vanessa, devolviéndole todo el dinero que fue robado por su hijo y los títulos de la mansión Garcés Del Valle. Marisol y José Andrés adoptan a Piojito, a la cual le cambian el nombre por el de Sofía, y tienen a un niño a quien llaman José Andrés Jr. Tiempo después, José Andrés y Marisol hacen una fiesta por el bautizo de su tercer hijo con todos sus amigos, con música incluida, mientras todos quedan felices hablando sobre tener hijos y del amor. Una vez Dolores les entrega los anillos de la familia que Basilio tenía guardados cuando su felicidad fuera completa, la feliz pareja recuerda a cada uno de sus seres queridos que partieron, desde seres que les inculcaron valores y les dieron amor (Basilio, Alonso, Sofía y Ledesma), hasta aquellos que les hicieron mucho daño, pero que de todas formas quisieron (Amparo y Vanessa). Tras tomarse toda la familia Garcés del Valle una foto familiar, José Andrés decide hacer un brindis por su padre: Leonardo Garcés del Valle. Ya que según él: “Padre es el que cría, y no el que engendra”. Todos lo recuerdan con mucho cariño, sobre todo en sus últimos días, antes de sufrir el ataque cardíaco que le quitó la vida. José Andrés brota una lágrima que expresa el orgullo de haber tenido a Leonardo de padre y saliendo de un recuerdo de José Andrés se puede ver lo siguiente: << Enrique Álvarez Félix>> Q.E.P.D, y dándose Marisol y José Andrés un beso, sienten a Leonardo mirándolos desde el cielo. Y así concluye esta historia.

## Reparto
- Erika Buenfil - Marisol Ledesma Garcés del Valle
- Eduardo Santamarina - José Andrés Garcés del Valle López
- Enrique Álvarez Félix - Leonardo Garcés del Valle
- Claudia Islas - Amparo López de Garcés del Valle
- Aarón Hernán - Don Alonso Garcés del Valle
- Sergio Basáñez - Mario Suárez Maldonado
- Emma Laura - Rossana Valverde
- David Ostrosky - Mariano Ruiz
- Pilar Montenegro - Sulema Chávez
- Alejandro Ibarra - Francisco "Paco" Suárez Maldonado
- Romina Castro - Mimí Candela de Suárez
- Socorro Bonilla - Doña Rosita Maldonado Vda. de Suárez
- Germán Robles - Basilio González
- Alberto Mayagoitía - Rubén Linares
- Verónica Langer - Carmen López Vda. de Pedroza
- Paulina Lazareno - Alejandra Pedroza López
- Guillermo Murray - Dr. Álvaro Linares
- Ivette - Camila Linares
- José María Torre - Daniel "Danny" Linares
- Julia Marichal - Dolores
- Alejandra Procuna - Malú
- Amparo Garrido - Constanza
- Ana María Aguirre - Rebeca
- Blanca Torres - Blanca
- Laura Flores - Sandra Luján
- Raymundo Capetillo - Diego Montalvo
- Guillermo García Cantú - Raúl Montemar
- Christian Ruiz - José María "Chema" Suárez Chávez / José María Garcés del Valle Ledesma
- Renée Varsi - Vanessa Garcés del Valle Ledesma / Vanessa Montalvo Lujan
- Maricarmen Vela - Doña Andrea Vda. de Montalvo
- Teresa Tuccio - Sabrina Montemar
- Jair de Rubín - Daniel Martínez "El Chupacabras"
- Anastasia - Yolanda "Yoli" Garcés del Valle
- Alejandra Meyer - Doña Lorenza
- Guillermo Rivas - Don Tomás
- Lucía Guilmáin - Romualda Martínez
- Cocó Ortiz - Raymunda Martínez
- Yadira Santana - Mariana
- Laura Forastieri - Wilma
- Irma Lozano - Sofía Garcés del Valle
- Alberto Inzúa - Alfredo Ledesma
- Chao - Óscar
- Oscar Márquez - Leonel Villanueva
- Grelda Cobo - Angélica
- Antonio De Carlo - Rosendo
- Serrana Ibarra - Teresa
- Nikky - Jesús
- Guadalupe Bolaños - Dorina Capucci
- Marcos Valdés - Dr. Salvador Saldívar
- Francisco Xavier - Alberto Montiel
- Alma Rosa Añorve - Déborah de Valverde
- Teo Tapia - Rodolfo Valverde
- Montalvo "El Pirata de la Salsa" - Lalo (novio)
- Carolina Guerrero - Lola (novia)
- Rodolfo Arias - Nicolás Mijares
- Michelle Mayer - Rosario "Chayito"
- Nora Velázquez - Petra
- Luhana - Chole
- Verónika con K - Zalmudia
- Lilian Tapia - Gelatina
- Sherlyn - Sofía Garcés del Valle Ledesma "Piojito"
- Antonio Escobar - Larry García
- Raúl Askenazi - Teniente Romero
- Rafael Perrin - Detective Aguilar
- Miguel Ángel Fuentes - Pulga
- Miguel Garza - Piojo
- Raúl Valerio - Dr. Heredia
- Víctor Lozada - Toto
- Abigail Martínez - Genoveva
- Jorge Santos - Dr. Samuel Reyna
- Nando Estevané - Silvano Suárez
- Brenda Zachas - Acasia
- Alfredo Rosas - Cástulo
- Marco Antonio Calvillo - Omar
- Flor Payán - Esmeralda "Melita"
- Nieves Mogas - Herlinda
- Soraya - Guadalupe
- María Prado - Doña Chancla
- Fernando Lozano - Sebastián
- Adriana Chapela - Clara
- Judith Grace - Carola
- Emmanuel Ortiz - Claudio
- Nancy Curiel - Carmín
- Jesús Ochoa - Don Fortunato
- Manuel Ávila Córdoba - Dr. Santos
- Manuel Benítez - Sr. Morales
- José Luis Avendaño - Serafín
- Alicia del Lago - Cleotilde
- Abril Campillo - Teófila Vda. de Gamboa
- Héctor Fuentes León - Julián
- María Marmolejo - Altagracia (#1)
- Mariana Rivera - Altagracia (#2)
- Jamye Post - Heidi
- Bernhard Seifert - Hans
- Alberto Seeman - Dr. Silva
- Fernando Sarfati - Lic. Cabrera
- Ofelia Guilmáin - Zamira
- Gabriela Salomón - Domitila
- Miguel Serros - Ballesteros
- Alejandro Ávila - Castello
- Mario Suárez - Quijano
- Ángeles Balvanera - Lola
- Silvia Ramírez - Sonia
- Martín Rojas - Manolo
- Héctor Álvarez - Dr. García
- Raúl Castellanos - Niño
- Víctor Foulloms - Joyero
- Gustavo Zárate - Dueño
- Néstor Leoncio - Hombre
- Ely Mauri - Policía
- Omar Germenos - Médico
- Alberto Langer - Periodista
- Roberto Porter - Sacerdote
- Monique Rojkind - Enfermera
- Ángeles Yáñez - Señora
- La Bodokito - Sra. Gordoa
- Enrique Iglesias - Él mismo
- Verónica Gallardo - Ella misma
- Arturo Peniche - Juan Vicente Morelos
- Radamés de Jesús - Tootie
- Jesús Alfonso Barrios - Doctor del psiquiátrico
- Odemaris Ruiz - Vanessa Garcés del Valle (niña)

## Equipo de producción
- Historia original: Inés Rodena
- Libreto: Marcia del Río, Alberto Gómez
- Adaptación: Valeria Phillips, Enrique Torres, José Nicolás
- Edición literaria: Alberto Aridjis, Rosario Valencia
- Tema: Por amarte
- Autor e intérprete: Enrique Iglesias
- Música: Enrique Iglesias, Roberto Morales
- Arreglos musicales de Por amarte y canciones originales de Pilar Montenegro: Nando Estevané
- Asesoría de artes plásticos: Jorge Alfonso
- Escenografía y ambientación: Ricardo Navarrete, Silvia Santillán
- Diseño de vestuario: Noemí Enríquez, Claudia López
- Editor: Alberto Rodríguez
- Jefes de producción: Jorge Sosa Lanz, Rodrigo Orozco, Cuitláhuac Morales
- Director de diálogos: Jaime Vega
- Coordinación de producción: Xuitlaltzin Vázquez, Gabriela Rodríguez Galaviz, Janeth Wehbe Trevizo
- Gerente de producción: Victorina Sota
- Dirección de cámaras: Gilberto Macín, Pablo Noceda Pérez, Ernesto Arreola
- Productores asociados: José Ambris, Pablo Noceda Pérez
- Dirección de escena en locación: Germán Robles, Jaime Vega
- Dirección y realización en locación: Antulio Jiménez Pons
- Dirección y realización: Antulio Jiménez Pons
- Director de escena: Julián Pastor
- Productor: Juan Osorio

## Versiones
- En 1969 se produce la primera versión en Venezuela titulada Abandonada, protagonizada por Marina Baura y Raúl Amundaray.
- En 1977, Televisa realizó una versión titulada Marcha nupcial, protagonizada por Alma Muriel y Carlos Piñar.
- Marisol en su segunda etapa se volvió una adaptación libre de la radionovela cubana Cuando se regala un hijo, de Inés Rodena, la cual fue también utilizada en la segunda etapa del melodrama de 1979 Los ricos también lloran, protagonizada por Verónica Castro y Rogelio Guerra y producida por Valentín Pimstein. De este melodrama surgieron muchos más.
- La cadena brasileña SBT realizó en 2002 una versión de esta telenovela titulada también Marisol, protagonizada por Bárbara Paz y Carlos Casagrande.

## Premios y nominaciones

### Premios TVyNovelas 1997
| Categoría                | Nominado(a)         | Resultado |
| ------------------------ | ------------------- | --------- |
| Mejor actriz protagónica | Erika Buenfil       | Nominada  |
| Mejor actor protagónico  | Eduardo Santamarina | Nominado  |